# Hidroelektrarna Bistra
Hidroelektrarna Bistra je mala hidroelektrarna s Francisovo turbino, ki stoji na zahodnem robu Ljubljanskega barja ob cesti Bistra–Borovnica, nekaj deset metrov južno od gradu Bistra (uradno že naselje Dol pri Borovnici). Leta 1911 zgrajena elektrarna, ki jo poganjajo vode potoka Bistra, še vedno obratuje z več kot sto let staro turbino, ostala električna oprema pa je delno obnovljena.
Objekt je dal postaviti veleposestnik iz Bistre Franc Galle na mestu takrat porušenega mlina za potrebe parne žage. Proizvajala je enosmerni tok z močjo 110 kW, ki je poleg žage poganjal manjše gospodinjske stroje in zagotavljal razsvetljavo na posestvu. Po drugi svetovni vojni je bil objekt nacionaliziran in po ustanovitvi Tehniškega muzeja v bližnjem gradu Bistra so ga pričeli urejati kot muzejski eksponat. Leta 1959 je bil generator predelan za proizvodnjo izmeničnega toka in leta 1991 zamenjan z novim, ki zdaj proizvaja približno 20–25 kW. Za neprekinjeno delovanje je bil zaslužen zlasti domačin Josip Novak, sprva pri Galletu zaposlen za vzdrževanje parnih kotlov, ki je od starejšega brata prevzel tudi skrb za elektrarno. Leta 1953 se je zaposlil pri novoustanovljenem Tehniškem muzeju kot restavrator in oskrbnik elektrarne do svoje upokojitve leta 1978 ter bil odgovoren tudi za tehnično izvedbo najobsežnejše prenove v začetku 1960. let.
Pod pokroviteljstvom podjetja Elektro Ljubljana je hidroelektrarno Bistra leta 2012 od Galletovih dedičev, denacionalizacijskih upravičencev, odkupil Tehniški muzej Slovenije in obnovil streho. Trenutno zaradi oteženega dostopa po ozki cesti od gradu še ni del javne zbirke. Zaenkrat proizvaja električno energijo za potrebe muzeja, viške pa po dogovoru odkupuje Elektro Ljubljana.